# Пост-Лейк (Вісконсин)
Пост-Лейк (англ. Post Lake) — переписна місцевість (CDP) в США, в окрузі Ланґлейд штату Вісконсин. Населення — 343 особи (2020).

## Географія
Пост-Лейк розташований за координатами 45°25′46″ пн. ш. 89°5′24″ зх. д. / 45.42944° пн. ш. 89.09000° зх. д. (45.429416, -89.090053).  За даними Бюро перепису населення США в 2010 році переписна місцевість мала площу 22,98 км², з яких 18,67 км² — суходіл та 4,32 км² — водойми.

## Демографія
Згідно з переписом 2010 року, у переписній місцевості мешкали 374 особи в 180 домогосподарствах у складі 125 родин. Густота населення становила 16 осіб/км².  Було 648 помешкань (28/км²).
Расовий склад населення:
| - 97,1 % — білих - 1,3 % — корінних американців |

До двох чи більше рас належало 1,1 %. Частка іспаномовних становила 0,0 % від усіх жителів.
За віковим діапазоном населення розподілялося таким чином: 11,2 % — особи молодші 18 років, 50,3 % — особи у віці 18—64 років, 38,5 % — особи у віці 65 років та старші. Медіана віку мешканця становила 59,3 року. На 100 осіб жіночої статі у переписній місцевості припадало 103,3 чоловіків;  на 100 жінок у віці від 18 років та старших — 106,2 чоловіків також старших 18 років.
Середній дохід на одне домашнє господарство  становив 49 427 доларів США (медіана — 36 458), а середній дохід на одну сім'ю — 53 919 доларів (медіана — 40 417). За межею бідності перебувало 17,0 % осіб, у тому числі 26,7 % дітей у віці до 18 років та 10,9 % осіб у віці 65 років та старших.
Цивільне працевлаштоване населення становило 113 осіб. Основні галузі зайнятості: освіта, охорона здоров'я та соціальна допомога — 45,1 %, роздрібна торгівля — 15,0 %, науковці, спеціалісти, менеджери — 8,8 %, виробництво — 8,0 %.